# Presidencialismo
El presidencialismo o sistema presidencial es en política, una forma de gobierno en la que, una vez constituida una República, la Constitución establece una división de poderes entre el poder Ejecutivo, el poder Legislativo, poder Judicial, y el jefe de Estado, además de ostentar la representación formal del país, es también parte activa del poder ejecutivo, como jefe de Gobierno, no obstante, ejerciendo así una función doble, porque le corresponden facultades propias del Gobierno, siendo elegido de forma directa por los votantes y no por el Congreso o Parlamento. 
El presidente es el órgano que ostenta el poder ejecutivo, mientras que el poder legislativo lo suele concentrar el parlamento, sin perjuicio de las facultades que en materia legislativa posea el presidente.

## Historia
El concepto de separación de poderes fue consagrado en la Constitución de los Estados Unidos de América de 1787, con la creación del cargo de Presidente de los Estados Unidos y, a la vez, del Congreso de los Estados Unidos, sistema donde el presidente era el jefe de Estado, y no era elegido por el Congreso.
Inglaterra y Escocia fueron los primeros países en adoptar el parlamentarismo (desde 1707 como el Reino de Gran Bretaña, y desde 1801 como el Reino Unido) en el cual las facultades del ejecutivo –el monarca– se redujeron a un papel ceremonial, y a la vez una nueva autoridad ejecutiva, responsable ante el parlamento, se fue desarrollando –el primer ministro–, mientras las atribuciones del ejecutivo separado de los Estados Unidos fueron aumentando, por ejemplo, el presidente designa a la mayoría de funcionarios públicos (entre ellos los miembros del gabinete, aunque estos deben ser ratificados por el Senado).

## Características
- La legitimidad doble de la soberanía (Presidente y Parlamento).[1]
- La existencia de un poder ejecutivo monocefálico, elegido mediante sufragio universal.[1]
- Funcionamiento institucional basado en la separación de poderes. Con ausencia de la confianza del Parlamento para gobernar.[1]
- Libertad del cargo más alto en temas sociales (El presidente).[1]
- Tiene un sistema jerárquico.

## Ventajas
Se presentan como principales ventajas básicas del presidencialismo:
- Elecciones directas: en un sistema presidencial, el presidente suele ser elegido directamente por el pueblo.[2] Esto hace que el poder del presidente sea más legítimo que el de un líder designado indirectamente. Sin embargo, esta no es una característica necesaria de un sistema presidencial. Algunos estados presidenciales tienen un jefe de Estado elegido indirectamente como por ejemplo en los Estados Unidos y Sudáfrica.
- Separación de poderes: un sistema presidencial establece la presidencia y la legislatura como dos estructuras paralelas. Esto permite que cada estructura monitoree y controle a la otra, previniendo abusos de poder.
- Velocidad y decisión: el presidente puede en general ejecutar cambios rápidamente. Sin embargo, la separación de poderes también puede ralentizar el sistema en caso de desacuerdo con la representación nacional.
- Estabilidad: un presidente, en virtud de un plazo fijo, puede proporcionar más estabilidad que un primer ministro, que puede ser destituido en cualquier momento.
- Inexistencia de dependencia política partidista: el poder ejecutivo no depende del poder del partido político mayoritario en el Congreso, evitando caer en partitocracias.

### Elecciones directas
En la mayoría de los sistemas presidenciales, el presidente es elegido por voto popular, aunque algunos países como los Estados Unidos usan un colegio electoral (que es elegido directamente) o algún otro método. Con este método, el presidente recibe un mandato personal para gobernar el país, mientras que en un sistema parlamentario, un candidato solo puede recibir un mandato personal para representar a un distrito electoral. Eso significa que un presidente solo puede ser elegido independientemente de la rama legislativa.

### Separación de poderes
La separación del poder ejecutivo del legislativo en el sistema presidencial se presenta como una ventaja, ya que cada rama puede examinar las acciones del otro. En un sistema parlamentario, el ejecutivo proviene de la legislatura, lo que hace que la crítica de uno por el otro sea considerablemente menos probable. Una condena formal del ejecutivo por parte de la legislatura a menudo se considera un voto de censura. De acuerdo con los partidarios del sistema presidencial, la falta de controles y equilibrios significa que la mala conducta de un primer ministro nunca puede ser descubierta. Al escribir sobre el escándalo Watergate, Woodrow Wyatt, un exdiputado en el Reino Unido, dijo: 

No crean que un Escándalo Watergate no podría suceder aquí, ustedes simplemente no se enterarían
Woodrow Wyatt
ex-diputado en el Reino Unido

Los críticos responden que si la legislatura del sistema presidencial es controlada por el partido del presidente, la misma situación existe. Los defensores señalan que incluso en tal situación un legislador del partido del presidente está en una mejor posición para criticar al presidente o sus políticas si lo considera necesario, ya que la seguridad inmediata de la posición del presidente es menos dependiente del apoyo legislativo. En los sistemas parlamentarios, la disciplina de partido se aplica estrictamente. Si un miembro de la bancada parlamentaria critica públicamente al ejecutivo o sus políticas en una medida significativa, entonces se enfrenta a una perspectiva mucho más alta de perder la nominación de su partido, o incluso la expulsión directa del partido. Incluso las críticas suaves de un diputado podrían tener consecuencias suficientemente serias (en particular, la eliminación de la consideración de un puesto en el gabinete) para enganchar efectivamente a un legislador con cualquier ambición política seria.
A pesar de la existencia del voto de moción de censura, en la práctica es extremadamente difícil detener a un primer ministro o gabinete que haya tomado su decisión. En un sistema parlamentario, si la legislación importante propuesta por el primer ministro en ejercicio y su gabinete es «rechazada» por la mayoría de los miembros del parlamento, entonces se considera un voto de censura. Para enfatizar ese punto en particular, un primer ministro a menudo declarará un voto legislativo particular como una cuestión de confianza a la primera señal de renuencia por parte de los legisladores de su propio partido. Si un gobierno pierde una moción de censura parlamentaria, entonces el gobierno titular debe entonces renunciar o convocar elecciones, una consecuencia que pocos diputados están dispuestos a soportar. Por lo tanto, una moción de censura en algunos países parlamentarios, como Reino Unido, solo ocurre unas pocas veces en un siglo. En 1931, David Lloyd George le dijo a un comité selecto: 

El Parlamento realmente no tiene control sobre el ejecutivo, es pura ficción.
David Lloyd George
Primer Ministro Británico entre 1916 y 1922

Del mismo modo le expresó Winston Churchill a Franklin D. Roosevelt en una conversación: 

Usted, señor presidente, le preocupa hasta qué punto puede actuar sin la aprobación del Congreso. No te preocupas por tu gabinete. Por otro lado, nunca me preocupo por el Parlamento, pero continuamente tengo que consultar y contar con el apoyo de mi Gabinete.
Winston Churchill
Primer Ministro Británico a Franklin D. Roosevelt
Presidente de los Estados Unidos

Por el contrario, si una iniciativa legislativa presidencial no pasa una legislatura controlada por el partido del presidente (por ejemplo, el plan de salud de Clinton de 1993 en los Estados Unidos), puede dañar la posición política del presidente y la de su partido, pero generalmente no tiene efecto inmediato sobre si el presidente completa su mandato o no.

### Velocidad y decisión
Algunos partidarios de los sistemas presidenciales afirman que los sistemas presidenciales pueden responder más rápidamente a las situaciones emergentes que las parlamentarias. Un primer ministro, al tomar medidas trascendentes, necesita retener el apoyo de la legislatura, pero un presidente a menudo está menos limitado. En Why England Slept, el futuro presidente de los EE. UU. John F. Kennedy argumentó que los primeros ministros británicos Stanley Baldwin y Neville Chamberlain se vieron limitados por la necesidad de mantener la confianza de la Cámara de los Comunes.
Otros partidarios de los sistemas presidenciales a veces argumentan en la dirección opuesta, sin embargo, diciendo que los sistemas presidenciales pueden retrasar la toma de decisiones con fines beneficiosos. Se dice que el gobierno dividido, donde la presidencia y la legislatura están controladas por diferentes partidos, restringe los excesos de ambas partes y garantiza la participación bipartidista en la legislación. En los Estados Unidos, el congresista republicano Bill Frenzel escribió en 1995:

... Algunos pensamos que el bloqueo es lo mejor desde la fontanería interior. El bloqueo es el obsequio que nos hicieron los redactores de nuestra Constitución para que el país no se viera sometido a los vaivenes políticos derivados del capricho del público. Y la competencia -ya sea entre varias ramas, varios niveles o varias cámaras- es importante para esos controles y equilibrios y para nuestro actual tipo de gobierno centrista. Gracias a Dios no tenemos un gobierno que nacionaliza este año y privatiza el siguiente, y así ad infinitum.
Bill Frenzel, El sistema se autocorrige

### Estabilidad
Aunque la mayoría de los gobiernos parlamentarios tienen largos períodos de tiempo sin voto de confianza, Italia, Israel y la Cuarta República francesa han tenido dificultades para mantener la estabilidad. Cuando los sistemas parlamentarios tienen partidos múltiples y los gobiernos se ven obligados a depender de coaliciones, como ocurre a menudo en naciones que utilizan el sistema electoral proporcional, los partidos extremistas pueden teóricamente usar la amenaza de dejar una coalición para promover sus agendas. 

«Del Parlamento, compuesto por dos Cámaras y que ejerce el poder legislativo, huelga decir que el poder ejecutivo no puede proceder, so pena de culminar en una confusión de poderes en la que el Gobierno pronto sería nada más que una asamblea de delegaciones. Sin duda habrá sido necesario, durante el período de transición en el que nos encontramos, elegir por la Asamblea Nacional Constituyente al Presidente del Gobierno Provisional, ya que, en el borrón y cuenta nueva, no había otro método aceptable de designación. Pero solo puede ser una disposición del momento. En verdad, la unidad, la cohesión, la disciplina interna del Gobierno de Francia deben ser cosas sagradas, so pena de ver rápidamente la misma dirección del país se volverá impotente y desautorizada. Pero, ¿cómo se mantendría esa unidad, esa cohesión, esa disciplina a largo plazo si el poder ejecutivo emana del otro poder al que debe de hacer equilibrio, y si cada miembro del Gobierno, que es responsable colectivamente ante la toda la representación nacional, es, en su puesto, solo el mandatario de un partido?»
Charles de Gaulle, discurso de Bayeux. Francia, 1946

Muchas personas consideran que los sistemas presidenciales son más capaces de sobrevivir a las emergencias. Según sus partidarios, un país bajo un enorme estrés podría estar mejor guiado por un presidente con un mandato fijo que rotar los primeros ministros. Francia durante la controversia argelina cambió a un sistema semipresidencial como lo hizo Sri Lanka durante su guerra civil, mientras que Israel experimentó con un primer ministro elegido directamente en 1992. En Francia y Sri Lanka, los resultados se consideran ampliamente positivos. Sin embargo, en el caso de Israel, se produjo una proliferación sin precedentes de partidos más pequeños, lo que condujo a la restauración del sistema anterior de selección de un primer ministro.
El hecho de que las elecciones estén fijadas en un sistema presidencial es considerado por los partidarios como un «control» bienvenido de los poderes del ejecutivo, contrastando los sistemas parlamentarios, lo que puede permitir al primer ministro convocar elecciones cuando lo considere oportuno u orquestar su propia moción de censura para desencadenar una elección cuando no pueden aprobar un artículo legislativo. Se dice que el modelo presidencial desalienta este tipo de oportunismo y, en cambio, obliga al ejecutivo a operar dentro de los límites de un término que no puede modificar para satisfacer sus propias necesidades.
Los defensores del sistema presidencial también argumentan que la estabilidad se extiende a los gabinetes elegidos bajo el sistema, en comparación con un sistema parlamentario donde los gabinetes deben ser seleccionados dentro del poder legislativo. Bajo el sistema presidencial, los miembros del gabinete se pueden seleccionar de un grupo mucho más grande de candidatos potenciales. Esto les permite a los presidentes seleccionar a los miembros del gabinete basándose tanto o más en su capacidad y competencia para liderar un Ministerio en particular como en su lealtad al presidente, a diferencia de los gabinetes parlamentarios, que pueden ser ocupados por legisladores elegidos sin más motivo que su lealtad percibida al primer ministro. Los partidarios del sistema presidencial observan que los sistemas parlamentarios son propensos a los «cambios de gabinete» disruptivos donde los legisladores se mueven entre portafolios, mientras que en los gabinetes del sistema presidencial (como el Gabinete de los Estados Unidos), los cambios de gabinete son inusuales. En Perú, el Gobierno opera bajo el sistema Presidencial, pero presenta características del sistema semipresidencial con un gabinete colectivamente responsable ante un Parlamento bajo el sistema electoral proporcional, se ha presentado en varias ocasiones la inestabilidad del Gobierno, causando numerosas disoluciones y cambios de Gabinete.

## Presidencialismo en América
A pesar de no ser mayoritario en el resto del mundo, prácticamente todos los países de América tienen un sistema presidencial muy amplio, con excepción de Canadá, Belice, Surinam, algunos estados de las Antillas y, en algunos contextos, el Perú. Es decir, que el Régimen presidencialista es típico de Estados Unidos y de los países de tradición iberoamericana.

### Hispanoamérica
El presidente en Hispanoamérica se ha convertido en el centro del poder político, de la integración nacional, de la orientación del Estado y de las relaciones internacionales. Al mismo tiempo ha encarnado la tradición cultural, los valores y los consensos sociales, tanto que los ensayos inclinados al parlamentarismo, no han sido exitosos.
Con motivo de la caída de los regímenes autoritarios a partir de 1980, se recrudeció el debate sobre la reducción del presidencialismo y la transformación al parlamentarismo europeo en varios países, especialmente en el hemisferio sur.
Simétricamente, al crecimiento del poder ejecutivo ha correspondido debilitamiento del legislativo y del judicial, lo que históricamente ha desembocado en autoritarismo. A falta de fortaleza del legislativo, que tiene constitucionalmente un papel muy restringido, el presidente ocupa casi todo el espectro político, mientras que el Congreso se limita fundamentalmente a ser el espacio de la representación de intereses de los partidos y de tramitación de las leyes. Muchas Constituciones en Hispanoamérica fueron escritas bajo un régimen dictatorial, resultando en constituciones que le otorgan al Presidente un papel preponderante hacia el parlamento, por lo tanto no es común un óptimo equilibrio de poderes.

## Países con un sistema presidencialista de gobierno
América
- República Argentina
- Estado Plurinacional de Bolivia
- República Federativa de Brasil
- República de Chile
- República de Colombia
- República de Costa Rica
- República de Ecuador
- República de El Salvador
- Estados Unidos de América
- República de Guatemala
- República de Honduras
- Estados Unidos Mexicanos
- República de Nicaragua
- República de Panamá
- República del Paraguay
- República Dominicana
- República Oriental del Uruguay
- República Bolivariana de Venezuela

África
- República de Angola
- República Argelina Democrática y Popular
- República de Benín
- República de Burundi
- República de Camerún
- Unión de las Comoras
- República de Costa de Marfil
- República de Gambia
- República de Ghana
- República de Guinea Ecuatorial
- República de Kenia
- República de Liberia
- República de Malawi
- República Federal de Nigeria
- República Centroafricana
- República de Seychelles
- República de Sierra Leona
- República de Sudán del Sur
- República de Tanzania
- República de Yibuti
- República de Zambia
- República de Zimbabue

Asia
- República de Corea
- República de Filipinas
- República de Indonesia
- República Islámica de Irán
- República de Kirguistán
- República Árabe Siria
- República de Tayikistán
- República de Turkmenistán

Europa
- República de Bielorrusia
- República de Chipre
- República de Turquía

Oceanía
- República de Palau